# Nef
Pour les articles homonymes, voir Nef (homonymie).
Pour l’article ayant un titre homophone, voir Neffe.

Schéma d'une église (et son orientation) avec la nef en rose.

En architecture, la nef est une salle oblongue d'une basilique civile ou d'une église allant du portail à l'hémicycle (pour la basilique), de la façade à la croisée du transept ou à l'entrée du chœur (pour l'église avec ou sans transept) et qui est fermée par deux murs latéraux et un comble. La nef comprend le vaisseau central et les éventuels collatéraux. Dans le langage courant, le terme de « nef » est souvent pris comme synonyme de vaisseau central, ce qui est inexact car la nef peut être constituée de plusieurs vaisseaux.

## Étymologie et utilisation du mot
Le mot « nef » signifie au sens premier « navire ». C'est la raison pour laquelle il a été particulièrement utilisé pour désigner cette partie de l'église. Le symbole du bateau pour désigner l'Église renvoie à l'enseignement de Jésus qui s'est souvent fait à partir d'une barque sur la mer de Galilée, où se trouvaient les tout premiers apôtres — symbole de l'Église naissante — qui y pêchaient.
L'usage du terme « nef » est ambigu. Il est utilisé : 
- pour tout l'édifice d'extension horizontale en opposition à la tour ou au dôme ;
- pour toute la partie longitudinale en opposition au transept ;
- pour l'espace des laïcs en opposition au chevet ;
- et pour les sections longitudinales de l'intérieur. Là le terme « vaisseau » est plus exact.

## Utilisation
Dans les églises d'Occident, la nef est le lieu de prière pendant la messe. C'est le lieu principal où se tiennent les fidèles lors des célébrations et des offices. Elle est parfois séparée du chœur par une barrière de pierre ou de bois appelée chancel, prône ou jubé. Le prêtre monte, par un escalier, sur cette séparation pour prêcher. En Orient, cette séparation est appelée iconostase, car c'est le lieu où sont accrochées les icones.
Une nef transversale qui coupe à angle droit la nef principale d’une église est appelée transept.
On parle de « grand'nef » pour le vaisseau principal de la nef. Pour les chrétiens, la voûte des sanctuaires évoque un navire retourné, la toiture la coque et l'église elle-même un bateau soutenu par ses rames (les arcs-boutants). Ils voient ainsi l'église comme un navire flottant sur les eaux célestes, si bien que le terme de nef s'est vite imposé par métaphore.

## Galerie

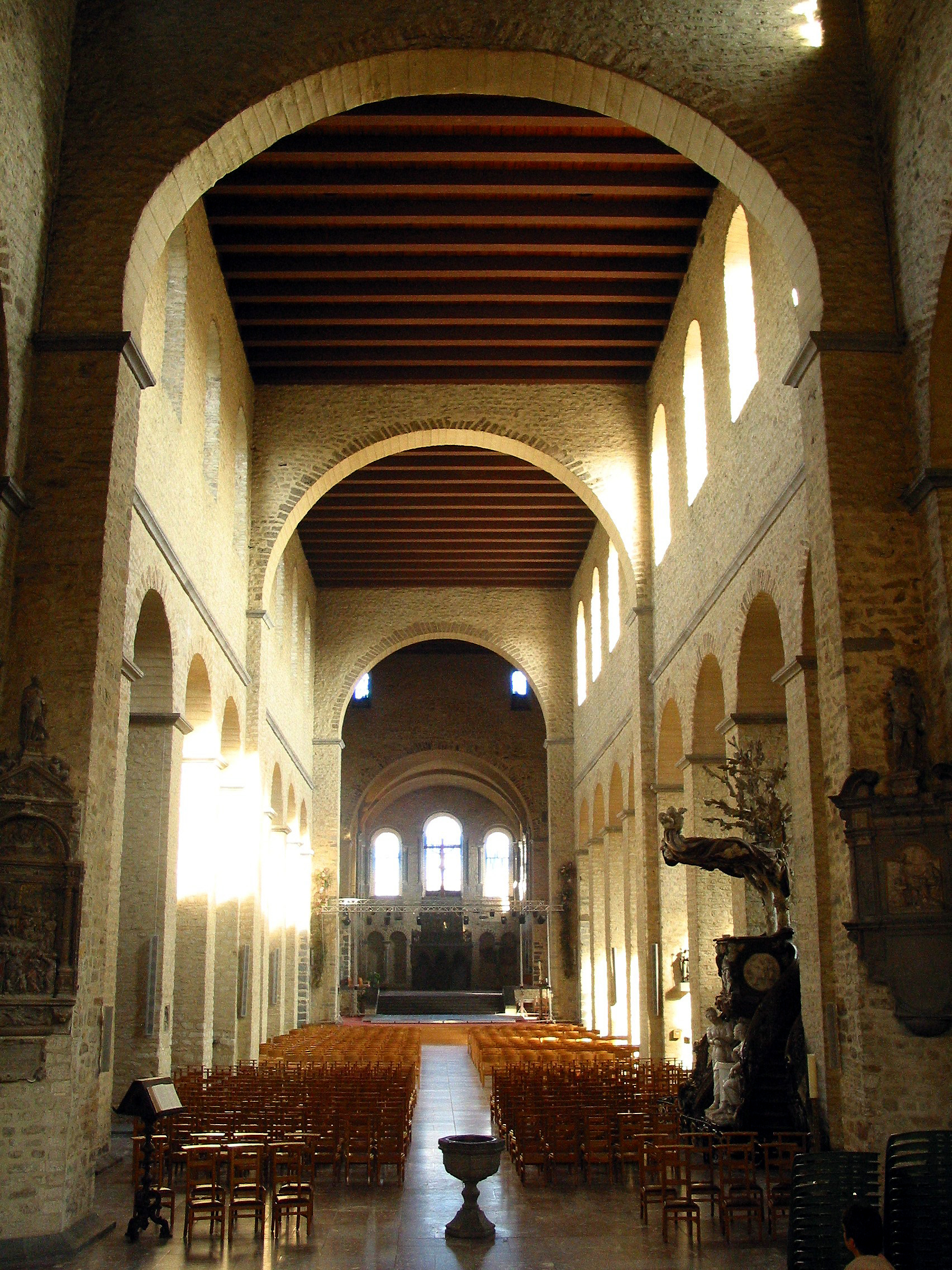
Nef romane de la collégiale Sainte-Gertrude de Nivelles (Brabant wallon, Belgique, XIe-XIIIe siècle).
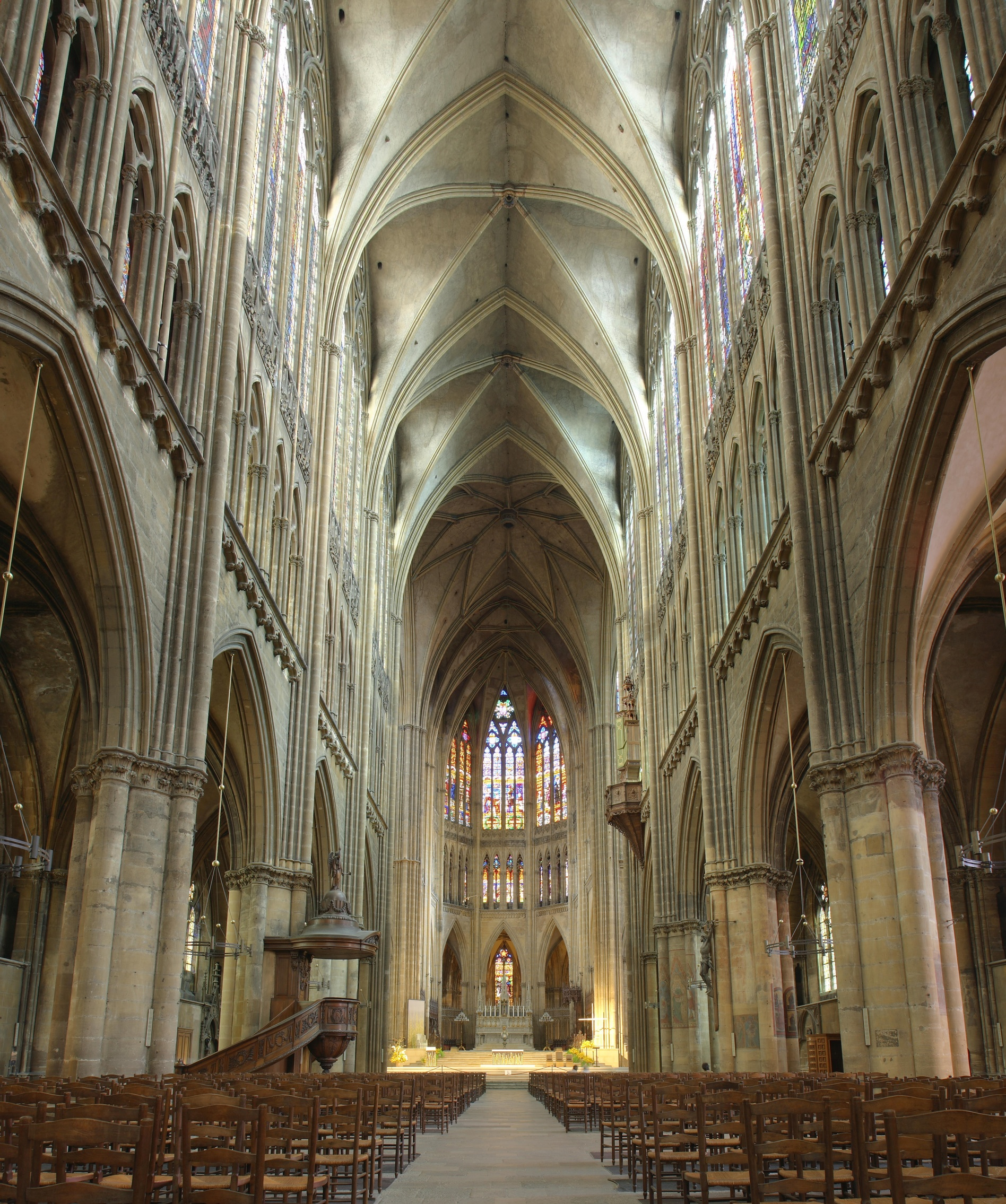
Nef gothique de la cathédrale Saint-Étienne de Metz (Moselle, Lorraine).
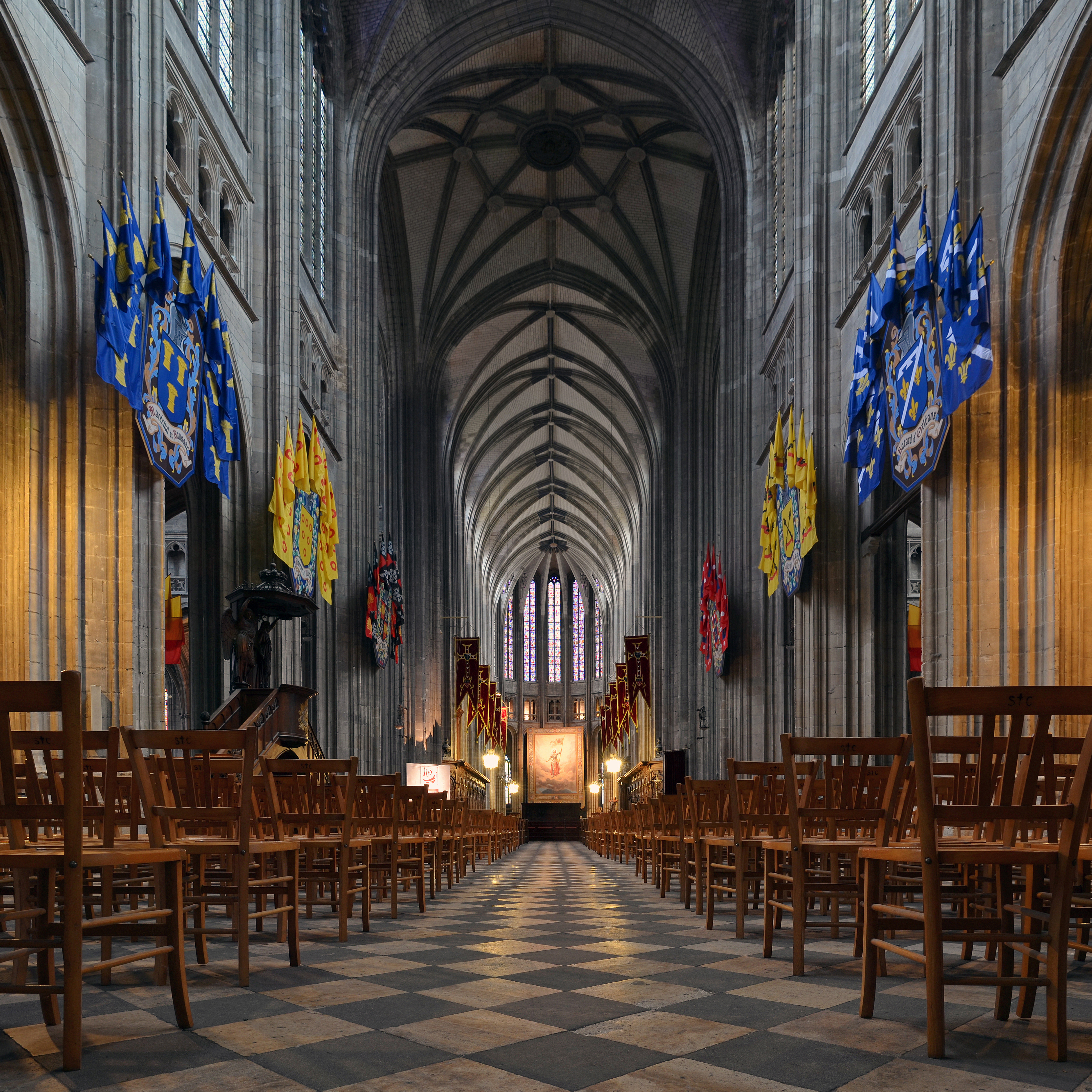
Nef de la cathédrale Sainte-Croix d'Orléans (Loiret, région Centre).
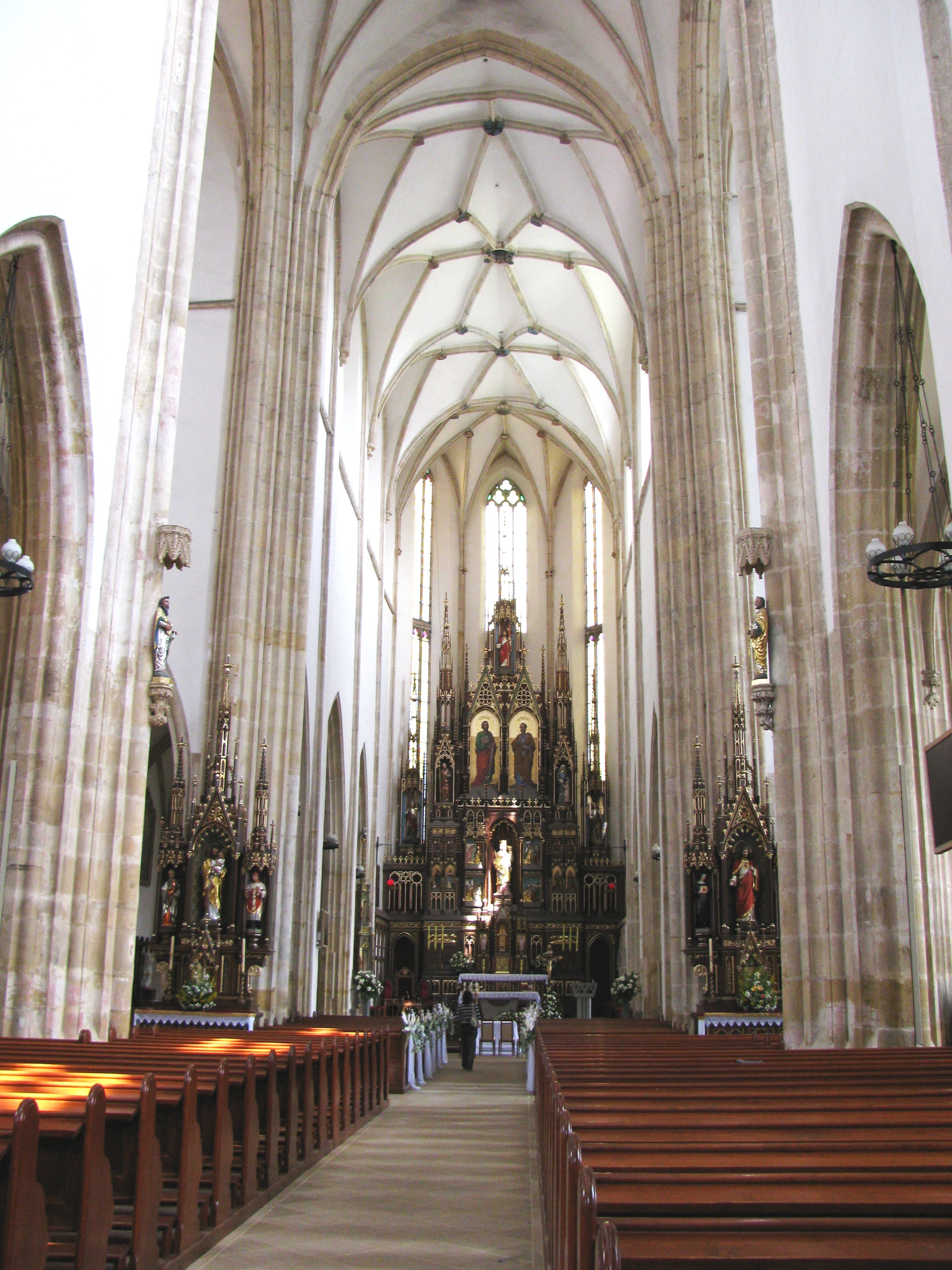
Nef principale de la basilique collégiale des Saints Pierre et Paul à Strzegom (Pologne).

## Représentation schématique
|  |  |  |
|  |  |  |

## Assimilations

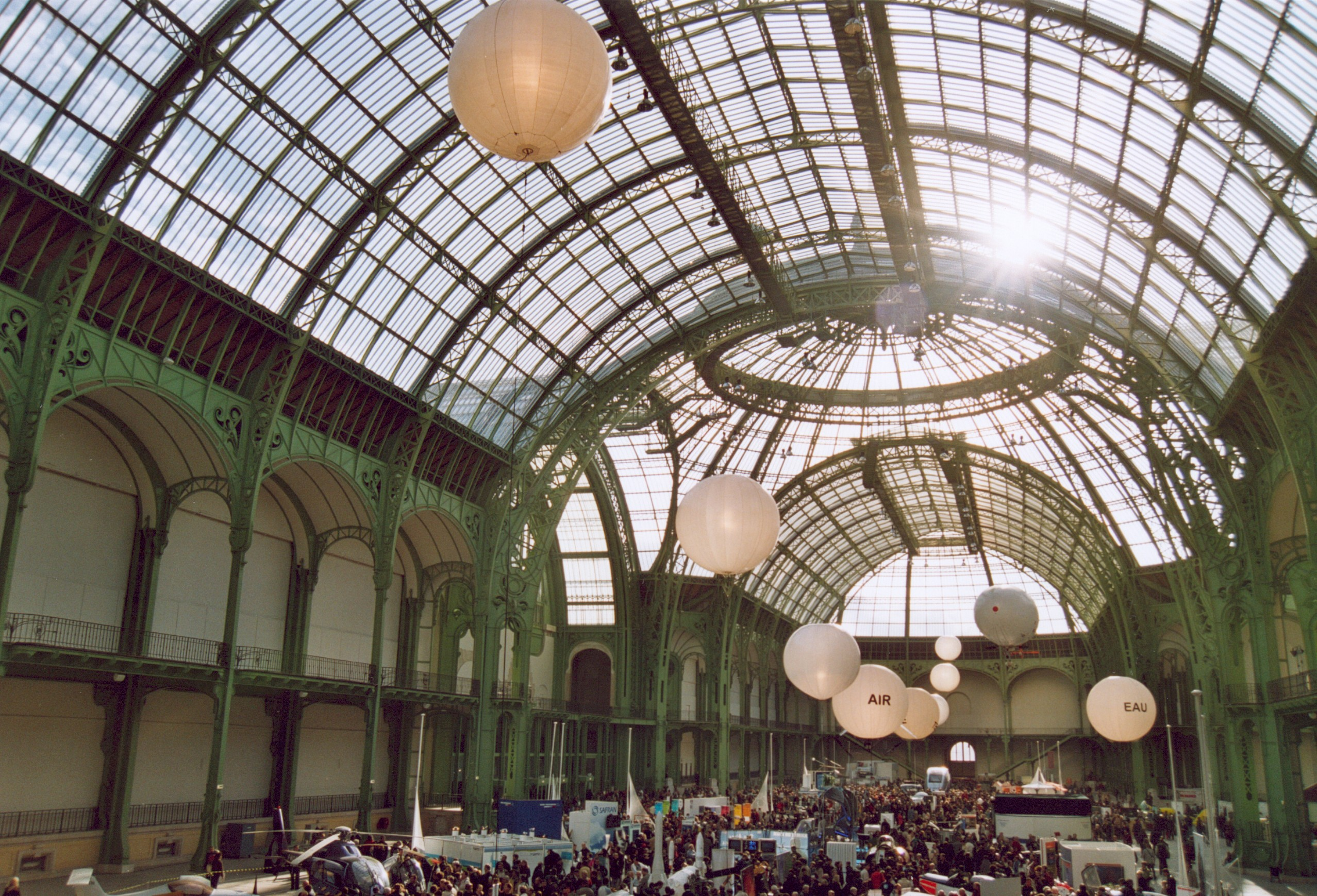
Nef du Grand Palais (Paris).
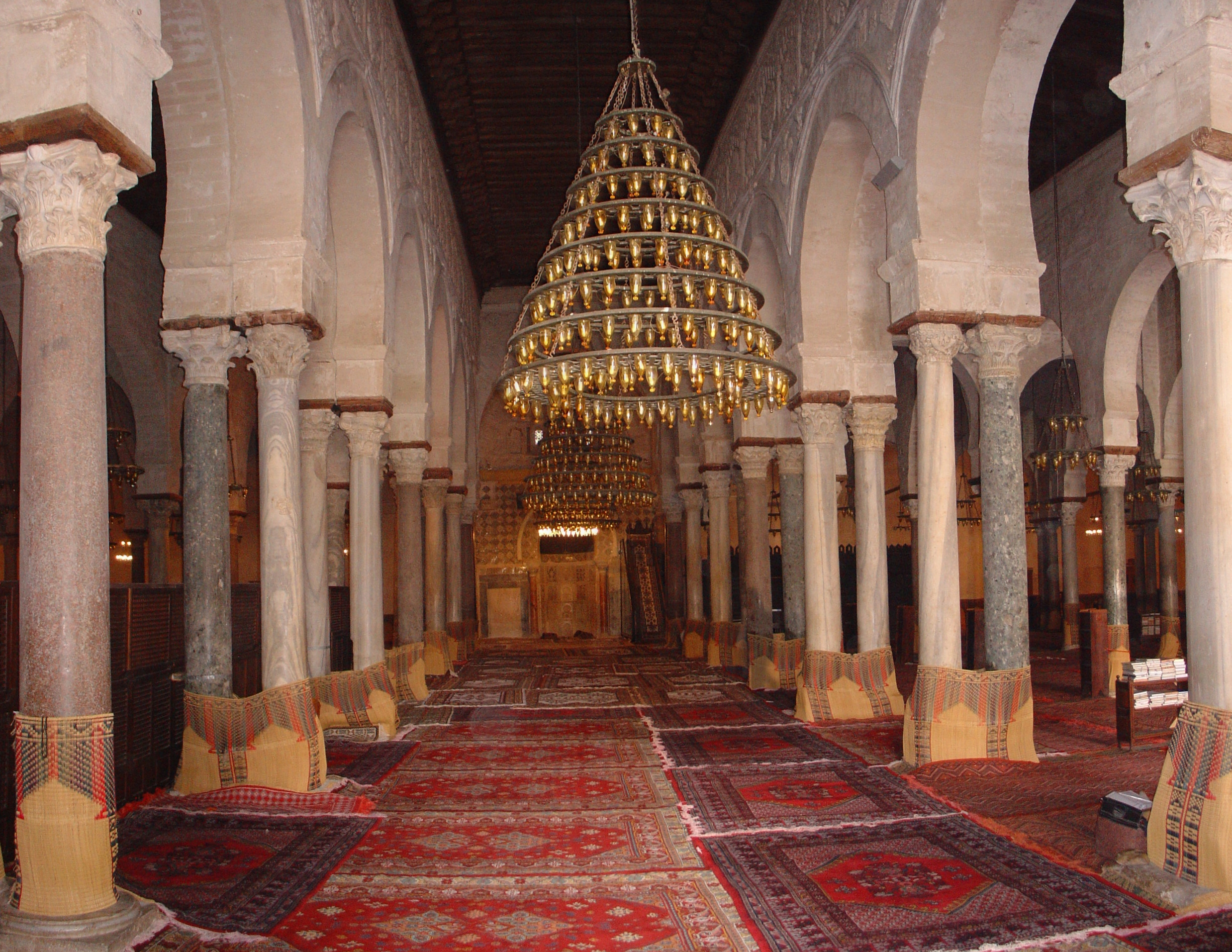
Nef de la salle de prière de la grande mosquée de Kairouan (Tunisie).

- Construite à Paris pour l'exposition universelle de 1900, la nef du Grand Palais est la plus grande nef en verre d'Europe[4].
- Certains par assimilation parlent également de nef pour les mosquées : elle accueille les fidèles pour la prière. Par exemple la salle de prière de la grande mosquée de Kairouan (en Tunisie) est divisée en 17 nefs perpendiculaires au mur de la qibla[5].